# 何洛書
何洛書（1548年—？），字啓範，河南汝寧府信陽州人，民籍，明朝政治人物。同進士出身。

## 生平
萬曆元年（1573年）癸酉科河南鄉試第三名，萬曆五年（1577年）登丁丑科三甲三十名進士。改翰林院庶吉士，七年九月散館授翰林院檢討。奉使楚藩，馈赠一无所受。黄陂县监生陈某被访，持千金求一言于湖广巡按御史朱琏，洛书严词训斥之，楚人謂其文学气节无愧乃祖父兄。与兄何洛文同为翰林詞臣，时比之“二陆”。

## 家族
曾祖父何信，封中書舍人；祖父何景明，曾任按察司提學副使，是明代文壇“前七子”之一；父何立，曾任府同知進階奉政大夫。母戴氏（贈宜人）；繼母王氏（封宜人）。具庆下。兄何洛文，嘉靖四十四年进士，官至礼部左侍郎。县有“兄弟翰林坊”，万历七年为翰林院侍读何洛文、翰林院检讨何洛书兄弟立。弟何洛英。